# 大卫王酒店
大卫王酒店（希伯來語： מלון המלך דוד）是一家五星级酒店，位于耶路撒冷市中心的大卫王街。置身酒店顶层，游客可以俯瞰耶路撒冷旧城和锡安山。
大卫王酒店于1931年开业，创建者是埃及的犹太裔银行家埃兹拉·莫塞里，设计者是瑞士建筑师埃米尔·沃格特和耶路撒冷建筑师本杰明·柴肯。该建筑由当地的粉色石灰石建造而成。
大卫王酒店在以色列历史上扮演了重要角色。1946年7月22日，在此发生了大卫王酒店爆炸案，造成91人死亡，45人受伤。许多国家元首在访问以色列时都入住大卫王酒店，因此該酒店也隱然成為以色列的國家迎賓館。

## 图片

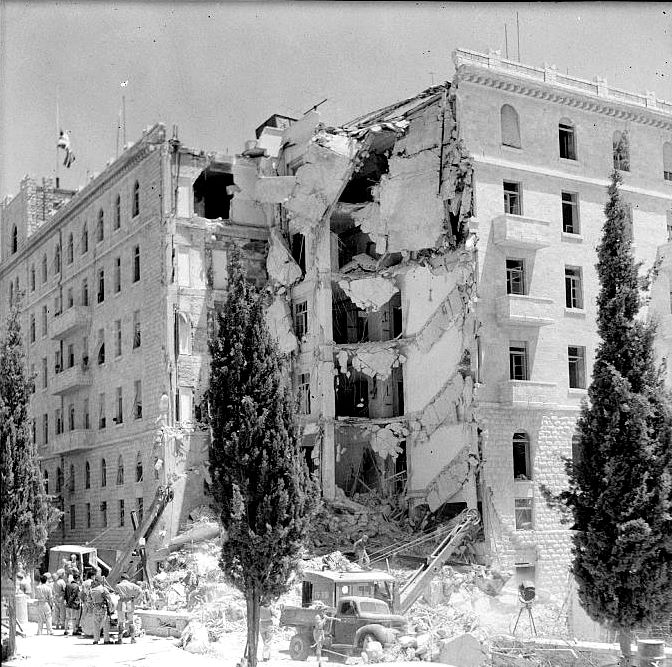
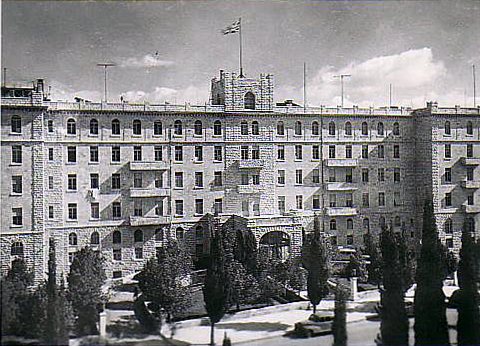
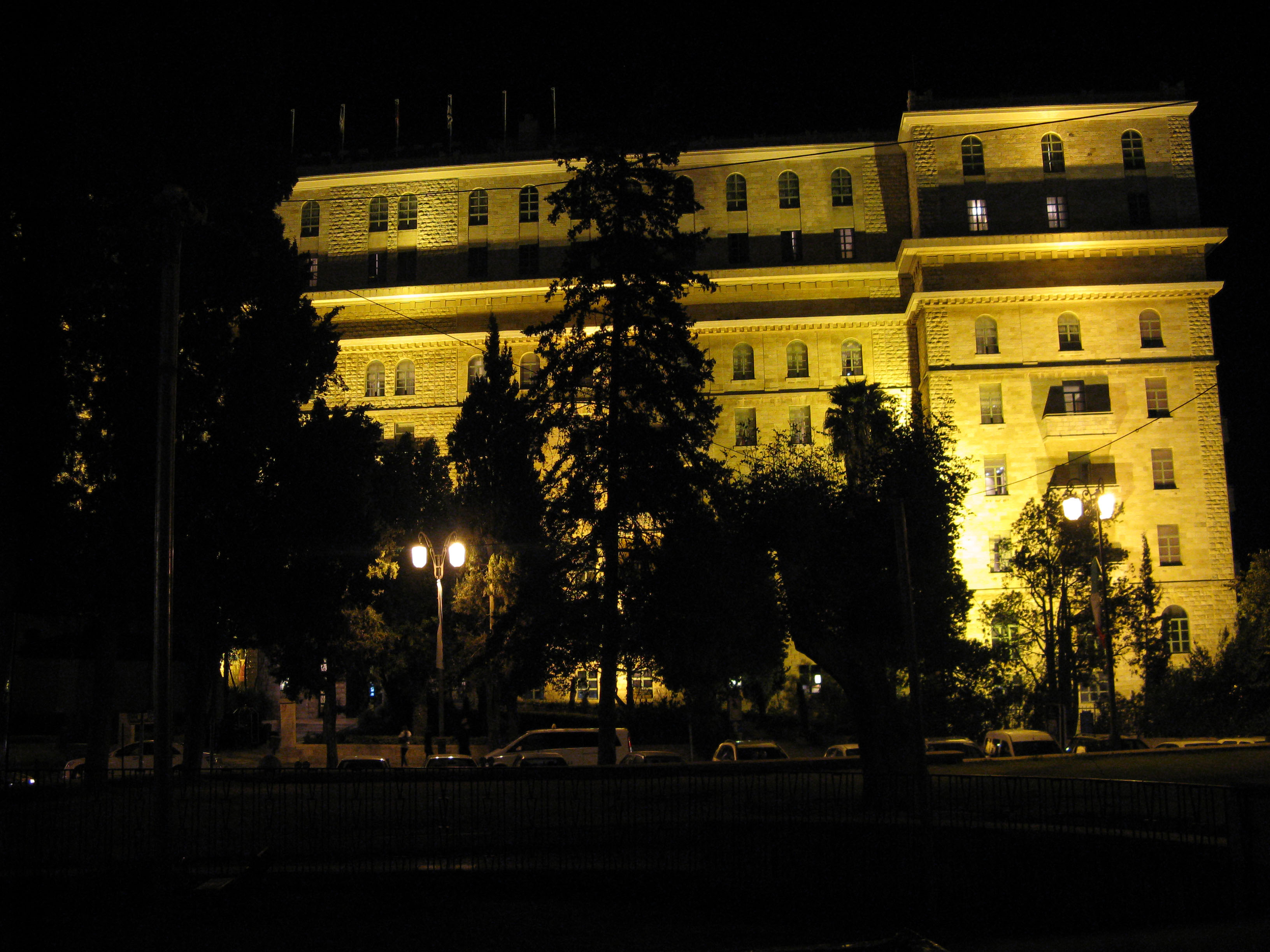